# 2Moons The Series
2Moons The Series (Thai: เดือนเกี้ยวเดือน) ist eine thailändische Fernsehserie, die seit dem 7. Mai 2017 auf One 31 ausgestrahlt wurde.

## Handlung
Wayo wird an der Kantaphat Universität in der Fakultät für Wissenschaften angenommen; In der gleichen Einrichtung studiert er Phana, einen Jungen im zweiten Jahr, in den er immer verliebt war, obwohl er es nie geschafft hat, mit ihm zu reden. Wenn Wayo die Chance hat, der „Mond“ seiner Fakultät zu werden, beginnen die beiden, Zeit miteinander zu verbringen, denn Phana selbst war im vergangenen Jahr der „Mond“ der medizinischen Fakultät und muss die Erstsemester, die an dem Wettbewerb teilnehmen, beaufsichtigen. Obwohl anfänglich der starke Charakter von Phana es für Wayo schwieriger macht, einfacher zu interagieren, kommen die beiden langsam näher und näher.
Also begann Wayo, Freunde von Phana, Beam und Kit zu besuchen; es ist der letztere, der sich plötzlich in Ming verliebt, Wayos besten Freund, der ihn trotz seiner anfänglichen Eile zu umwerben beginnt.

## Besetzung

### Hauptbesetzung
- Suradet Piniwat als Wayo
- Itthipat Thanit als Phana
- Warodom Khemmonta als Ming
- Panuwat Kerdthongtavee als Kit
- Darvid Kreepolrerk als Forth
- Thanapon Jarujitranon als Beam

### Nebenbesetzung
- Meme Nopparat als Suphat „Pring“ Wijittan
- Maryann Elizabeth Porter als Natedaojit „Nate“ Umnhoy
- Jayjay Pachtara als Kookgai
- Phongsathorn Padungktiwong als Suthee Sittiprapaphan
- Sattapong Hongkittikul als Park
- Aemjst Soottisat, Jirawat Soottisat, Ofaf Kurobuta, Midichanidapa und Phee Pikulngern als Feenengel-Bande